# 特奥多尔·克莱内
特奥多尔·克莱内（德語：Theodor Kleine，1924年9月4日—2014年2月12日），德国男子皮划艇运动员。他曾代表德国联队参加1956年夏季奥林匹克运动会皮划艇比赛，获得男子双人皮艇10000米银牌。